# Франтишек Билек
Франтишек Билек (František Bílek) (6 ноември 1872 — 13 октомври 1941) е чешки художник (скулптор, график) и архитект.
Той е автор на приложно изкуство, мистик, работил в стил Ар нуво и символизъм, повлиян от египетското изкуство.

## Произведения
- Статуя на Христос на католическото гробище в Либчице над Вълтавойа(1909)
- Мойсей (1905), Прага
- Паметник на Ян Хус в Табор
- Паметник Ян Благослав в Пршеров (1923)